# Berchem-Sainte-Agathe
Berchem-Sainte-Agathe (neerlandès: Sint-Agatha-Berchem) és una de les 19 comunes de la Regió de Brussel·les-Capital. L'1 de gener del 2024 tenia 25.747 habitants. La seva superfície és de 2,9 km².

## Agermanament
Berchem-Sainte-Agathe és agermanada amb:
- Grand Dakar, Senegal[2]